# Nardoa rosea
Nardoa rosea är en sjöstjärneart som beskrevs av Hubert Lyman Clark 1921. Nardoa rosea ingår i släktet Nardoa och familjen Ophidiasteridae. Inga underarter finns listade i Catalogue of Life.